# Piotr Nurowski
Piotr Jan Nurowski (ur. 20 czerwca 1945 w Sandomierzu, zm. 10 kwietnia 2010 w Smoleńsku) – polski działacz sportowy i społeczny, przedsiębiorca, od 2005 do 2010 prezes PKOl.

## Życiorys
Syn Czesława i Janiny Nurowskich. W 1967 ukończył studia na Wydziale Prawa Uniwersytetu Warszawskiego. Przez krótki czas był sprawozdawcą sportowym w Polskim Radiu. W czasie studiów rozpoczął działalność w Związku Młodzieży Socjalistycznej, na początku jako szef koła ZMS na Wydziale Prawa UW, szef organizacji dzielnicowej na warszawskim Żoliborzu, przewodniczący zarządu stołecznego, a następnie kierownik wydziału propagandy i prasy Zarządu Głównego.
W 1972 został wiceprezesem Polskiego Związku Lekkiej Atletyki ds. młodzieżowo-wychowawczych. Rok później jako najmłodszy na świecie szef narodowego związku sportowego został wybrany prezesem PZLA. Tę funkcję pełnił do 1976 oraz w latach 1978–1980.
W latach 60. wstąpił do Polskiej Zjednoczonej Partii Robotniczej. Od 1972 do 1975 był członkiem Komitetu Warszawskiego PZPR. W drugiej połowie lat 70. pełnił funkcję inspektora, zastępcy kierownika i kierownika wydziału propagandy i kultury Komitetu Wojewódzkiego PZPR, nadzorował m.in. stołeczną prasę i telewizję. W latach 1973–1976 sprawował mandat radnego Rady Narodowej miasta stołecznego Warszawy.
Od 1981 pracownik Ministerstwa Spraw Zagranicznych: I sekretarz ambasady w Moskwie (1981–1984), pracownik Departamentu Azji, Afryki i Australii w MSZ (1984–1986), radca ambasady w Rabacie (Maroko, 1986–1991). Od 1981 do 1984 studiował w Akademii Dyplomatycznej MSZ ZSRR w Moskwie.
Po 1991 związał się z Zygmuntem Solorzem i zajął się działalnością biznesową w jego spółkach. W latach 1991–1992 dyrektor biura handlowego spółki Solpol. W 1992 zaangażował się w tworzenie stacji telewizyjnej Polsat, członek Zarządu Polskiej Telewizji Satelitarnej Polsat S. A. (1992–1998), członek Rady Nadzorczej Telewizji Polsat S. A. (od 1998). Pełnił również funkcję prezesa Zarządu Elektrimu.
W lutym 2005 wybrany na stanowisko prezesa Polskiego Komitetu Olimpijskiego. Funkcję tę pełnił społecznie – nie pobierał za nią wynagrodzenia.
Zginął 10 kwietnia 2010 w katastrofie polskiego samolotu Tu-154M w Smoleńsku w drodze na obchody 70. rocznicy zbrodni katyńskiej. 19 kwietnia 2010 został pośmiertnie odznaczony Krzyżem Komandorskim Orderu Odrodzenia Polski. Jego pogrzeb odbył się w Alei Zasłużonych na Cmentarzu Wojskowym na Powązkach w Warszawie (kwatera G-tuje-10). Jak się jednak okazało po przeprowadzonej 6 grudnia 2016 ekshumacji w związku z prowadzonym w Prokuraturze Krajowej śledztwem w sprawie katastrofy smoleńskiej, w jego grobie spoczywało ciało Mariusza Handzlika. Grób Handzlika otwarto 28 grudnia tego samego roku i wydobyto z niego ciało Nurowskiego, które zostało pochowane we właściwym grobie 13 stycznia 2017. 
8 października 2010 na skwerze im. Olimpijczyków i Sław Sportu Ziemi Raciborskiej w Raciborzu odsłonięto tablicę pamiątkową upamiętniającą ofiary katastrofy w Smoleńsku, w tym szczególnie Piotra Nurowskiego.
W listopadzie 2010 został pośmiertnie odznaczony Orderem Zasługi Europejskiego Komitetu Olimpijskiego, w sierpniu 2011 natomiast ta sama organizacja ustanowiła ku jego pamięci nagrodę dla Najlepszego Młodego Zawodnika Europy (Best European Young Athlete).
Od 2015 roku w podwarszawskim Konstancinie, którego był mieszkańcem odbywa się 10 kilometrowy Bieg Pamięci, w którym udział biorą wybitni polscy olimpijczycy
Był bratem Marcina Nurowskiego.

## Współpraca z wywiadem wojskowym PRL
W latach 1986–1990, przebywając na placówce w Maroku, wykonywał zadania związane z obronnością kraju jako współpracownik Zarządu II Sztabu Generalnego o pseudonimie operacyjnym „TUR”; współpraca zakończyła się w listopadzie 1990.

## Kwestia współpracy z WSI
W styczniu 2007 w programie 30 minut postawiono mu zarzut współpracy z Wojskowymi Służbami Informacyjnymi jako kadrowy oficer pod przykryciem (OPP) ps. „TUR”. Redakcja programu Misja Specjalna ujawniła szczegóły jego współpracy z WSI: w 1997 „Tur” przekazywał informacje o pobycie Włodzimierza Cimoszewicza w Izraelu i „był zaangażowany” w sprawę lustracyjną Józefa Oleksego. Według akt WSI, Nurowski miał sugerować, że pomagał Oleksemu w „minimalizowaniu skutków” jego procesu lustracyjnego; miał też zadbać, by Polsat „naświetlał właściwie” ten proces. Józef Oleksy i jego adwokat – mec. Wojciech Tomczyk zaprzeczyli temu w materiale Misji specjalnej.
Sąd Okręgowy w Warszawie w 2009 orzekł w nieprawomocnym wyroku, że Ministerstwo Obrony Narodowej ma przeprosić Piotra Nurowskiego, za nieprawdziwe twierdzenia zawarte w ujawnionym w lutym 2007 raporcie z weryfikacji WSI, jakoby w latach 90. był on ich tajnym współpracownikiem. Wyrok uprawomocnił się 3 marca 2010, a 22 października 2012 minister obrony narodowej wydał odpowiednie ogłoszenie.